# تسولاک آنانیکیان
تسولاک آنانیکیان (ارمنی: Ցոլակ Անանիկյան؛ زادهٔ ۲۵ نوامبر ۱۹۸۷) بوکسور آماتور اهل ارمنستان است.
آنانیکیان در دستهٔ سنگین‌وزن مسابقات قهرمانی بوکس آماتوری اروپا در سال ۲۰۰۸ به مدال نقره دست یافت.